# Јакобитизам
Јакобитизам (енгл. Jacobitism), покрет за повратак династије Стјуарта на власт  у Енглеској, Шкотској и Ирској након Славне револуције (1689) који је био активан све до пораза јакобитских побуњеника у бици код Кулодена (1746). Име је добио по латинској верзији имена свргнутог енглеског краља Џејмса II Стјуарта и његовог сина и наследника (Јакоб).

## Историја
Династија Стјуарт владала је Шкотском од краља Роберта II (владао 1371-1390), а Енглеском и Ирском од краља Џејмса I (владао 1603-1625), са прекидом од 12 година у току Енглеске Републике (1649-1660). Последњи краљ династије Стјуарт, Џејмс II (владао 1685-1688) који је покушао да обнови католичанство у Енглеској и Шкотској, свргнут је од стране енглеског Парламента током такозване Славне револуције у новембру 1688. у корист своје протестантске кћери Мери и њеног мужа Вилијама Оранског. Вилијам и Марија су почетком 1689. заједно проглашени за владаре Енглеске, након што су прихватили Повељу права (енгл. Bill of rights), којим су уступили највећи део краљевске власти Парламенту. Шкотски Парламент, којим су доминирали протестантски великаши и свештенство, прихватио је власт Виљема и Марије (владали 1689-1702) без отпора. Присталице краља Џејмса, који је имао снажну подршку међу католицима у Ирској и шкотском Побрђу (северна Шкотска) подигле су се на оружје, али је њихов отпор угушен током 1689-1690. Краљ Џејмс избегао је у Француску, где је нашао уточиште и подршку француске владе. Виљема и Марију наследила је Џејмсова млађа ћерка, краљица Ана (владала 1702-1714), која је умрла без наследника. Уместо да престо понуди Џејмсовом сину Џејмсу, који је био католик и са оцем у изгнанству у Француској, британски Парламент (Енглеска и Шкотска ујединиле су се 1707. у Велику Британију) довео је на власт најближег протестанског рођака династије Стјуарт, немачког кнеза Георга од Хановера, који је ступио на престо као краљ Џорџ I (владао 1714-1727), чиме је на престо ступила нова династија Хановер. Нови краљ провео је живот у Немачкој и никада није научио енглески, а управљање Британијом и Ирском у потпуности је препустио Парламенту. Краљева слабост и непопуларност пробудила је наде међу преосталим присталицама династије Стјуарт, којих је још увек било много међу католицима у Ирској и шкотском Побрђу. Присталице Стјуартоваца звали су се јакобити по имену претендента Џемса, односно Јакова (Jacob), сина и наследника краља Џејмса, кога је Француска признала за законитог краља Британије и Ирске. У два маха јакобити су покушали да помоћу оружане борбе свргну Хановерце са енглеског престола. Оба покушаја пропала су.

### Устанак 1715. године
Први устанак јакобита одиграо се 1715. године, када се принц Џејмс Френсис Едвард Стјуарт искрцао у Шкотској и прогласио се краљем под именом Џејмс III. Њему су се придружиле неке грофовије у северној Енглеској. Устанак је врло брзо савладан, пошто је влада имала на расположењу целокупну војску.

### Устанак 1745. године
Други покушај Стјуароваца да преотму престо био је много опаснији јер је задесио Енглеску усред ратних операција на Континенту. Млади претендент, Чарлс Едвард Стјуарт, син претходног, дошао је међу Шкоте и одмах стекао популарност. Из милоште су га назвали Лепи принц Чарли (енгл. Bonnie Prince Charlie). Овај двадесетогодишњи младић био је веома лепе спољашности, мужеван, отворен, великодушан. Дошао је из Француске са пратњом од свега седморице, имао је врло мало новаца и оружја. Но Чарлс је убрзо окупио око себе шкотске племенске главаре који нису били задовољни уједињењем са Енглеском. Као и сви брђани, Шкоти су били привржени својим традицијама и неповерљиви према новинама које су им наметали њихови јужни суседи. Они су с правом предвиђали да ће у будућности њихово племенско уређење бити срушено. Незадовољници су због тога радо пристали уз младог претендента. У том тренутку околности су Чарлсу ишле на руку. Енглеске трупе биле су заузете ратовањем у Фландрији. Чарлс је очекивао скору помоћ из Француске, зато одлучи да учини један брзи продор из Шкотске до Лондона и да смени тадашњег краља. Шкоти су без тешкоће дошли до централне Енглеске. Међутим, енглеско становништво није им се хтело успут придружити. Постојала је велика разлика у схватањима имућних енглеских фармера и грађана и ових ратоборних горштака. Енглези су Шкоте сматрали силеџијама и авантуристима. Присуство Шкоћана ујединило је Енглезе којима је очување мира било у интересу јер су се само у миру могли несметано богатити. Променом на престолу енглеска грађанска класа могла је само изгубити, а не добити. Зато Чарлс није добио подршку у Енглеској. Романтична авантура „лепог принца Чарлија“ неславно се завршила. Шкотске вође оклевале су да наставе марш према Лондону, кад су дознали да су се краљеве трупе вратиле из Фландрије и да се спремају на окршај. У међувремену Лондоном је владала паника, која се показала неоснованом јер се принц Чарли повукао натраг у Шкотску. За њим су похитали Енглези. У пролеће 1746. године војвода од Камберланда до ногу је потукао шкотске устанике и наставио да их прогони. Свирепо се обрачунавао са издвојеним групицама Чарлијеве војске. Спасли су се само они које је домаће становништво успело сакрити. Тако се спасао и принц Чарли чија је глава била уцењена на велику суму златника. Сиромашни брђани нису га хтели издати, већ су му помогли да се пребаци у Француску.

## У књижевности
Борбу Шкотске у XVIII веку обрадио је Валтер Скот у својим романима.